# فورنی (آلاباما)
فورنی (به انگلیسی: Forney) یک منطقهٔ مسکونی در ایالات متحده آمریکا است که در شهرستان چروکی، آلاباما واقع شده‌است. فورنی ۲۱۳٫۹۷ متر بالاتر از سطح دریا واقع شده‌است.